# Chāndūr Bāzār
Chāndūr Bāzār är en ort i Indien.   Den ligger i distriktet Amravati och delstaten Maharashtra, i den centrala delen av landet, 800 km söder om huvudstaden New Delhi. Chāndūr Bāzār ligger 375 meter över havet och antalet invånare är 18 780.
Terrängen runt Chāndūr Bāzār är platt, och sluttar söderut. Runt Chāndūr Bāzār är det tätbefolkat, med 383 invånare per kvadratkilometer. Det finns inga andra samhällen i närheten. Trakten runt Chāndūr Bāzār består till största delen av jordbruksmark.